# 1957 à Terre-Neuve-et-Labrador
Chronologie de Terre-Neuve-et-Labrador
- 1953
- 1954
- 1955
- 1956
- 1957
- 1958
- 1959
- 1960
- 1961

Cette page concerne des événements survenus en 1957 dans la province canadienne de Terre-Neuve-et-Labrador.

## Politique
- Premier ministre : Joseph Smallwood
- Chef de l'Opposition :
- Lieutenant-gouverneur :
- Législature :

## Décès
- 29 décembre : Humphrey Thomas Walwyn, gouverneur de Terre-Neuve.